# Вільялонсо

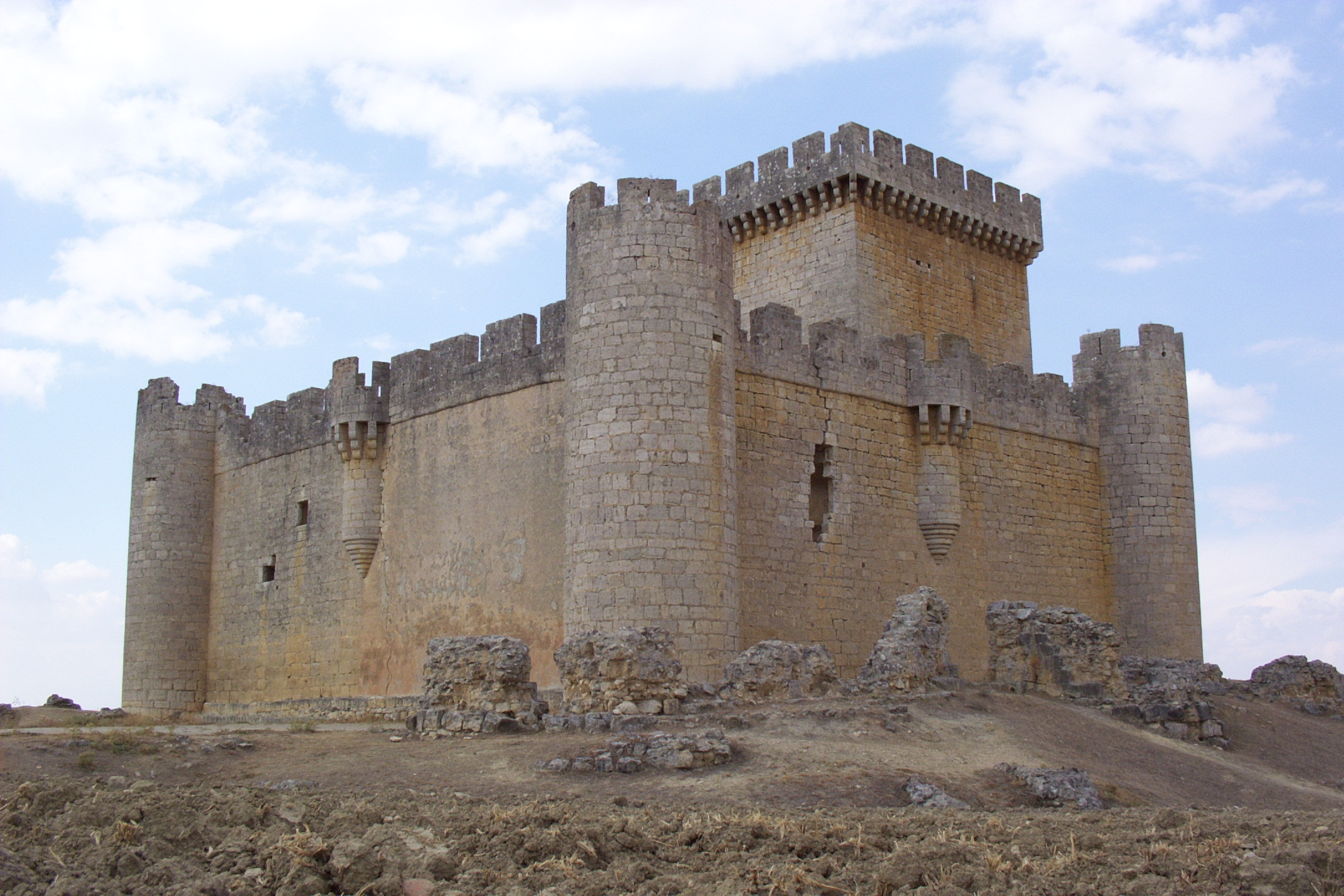

Вільялонсо (ісп. Villalonso) — муніципалітет в Іспанії, у складі автономної спільноти Кастилія-і-Леон, у провінції Самора. Населення — 88 осіб (2010).
Муніципалітет розташований на відстані близько 190 км на північний захід від Мадрида, 38 км на схід від Самори.

## Демографія
Динаміка населення (INE ):